# Abel Juan Bazán y Bustos
Abel Juan Bazán y Bustos (Tama, La Rioja, 28 de agosto de 1867 - Buenos Aires, 25 de abril de 1926) fue un sacerdote católico argentino, que fue obispo de Paraná entre 1910 y 1926.

## Biografía
Cursó sus primeros estudios en su provincia, ingresando luego en el Seminario Conciliar de Córdoba. Se doctoró en Filosofía en la Universidad Gregoriana en Roma; en 1893 recibió las órdenes y regresó a la Argentina. En 1899 el entonces ya ilustre riojano presbítero Abel Bazán y Bustos es nombrado vicario foráneo de La Rioja, dedicando su tiempo a la habilitación de la nueva iglesia Catedral, como así también influyendo en su constante prédica oral y escrita, en la decisión papal para la coronación como Santo Patrono de La Rioja de San Nicolás de Bari. Ocupó luego diversos cargos hasta que en 1910 es nombrado Obispo de Paraná. Fue un sacerdote altamente ilustrado y de una vastísima cultura. Viajó por Europa, Egipto y Polinesia, viajes que lo llevaron a escribir su libro “Aromas de Oriente”, prolongado luego por Joaquín Víctor González. Se publicaron además sus obras “La vida de San Nicolás de Bari”, “Nociones de historia eclesiástica argentina”, “Arte” y otras.
Fue un gran pintor que trabajó incansablemente para la organización de una sala con valiosísimos cuadros en el palacio episcopal de Paraná. Monseñor Abel Bazán y Bustos se encontraba en el año 1926 en Buenos Aires, en calidad de presidente de la comisión que debía trasladarse a Chile a fin de repatriar los restos del prócer Pedro Ignacio de Castro Barros, cuando lo sorprendió la muerte el día 28 de abril.